# Gare de Mérignac-Arlac
Gare de Mérignac-Arlac vasútállomás Franciaországban, Mérignac településen.

## Vasútvonalak
Az állomást az alábbi vasútvonalak érintik:
- Bordeaux-i körgyűrű

## Kapcsolódó állomások
A vasútállomáshoz az alábbi állomások vannak a legközelebb:
- Gare de Bordeaux-Saint-Jean
- Gare de Caudéran - Mérignac
- Gare de Pessac